# Bad Liebenzell
Bad Liebenzell é uma cidade da Alemanha, no distrito de Calw, na região administrativa de Karlsruhe, estado de Baden-Württemberg.